# Laeticia N'cho
Leticia Flore Erika N'cho, née le 30 août 1980 en Côte d'Ivoire, est une personnalité publique ivoirienne. Elle a été élue Miss Côte d'Ivoire 1998, après le titre de première dauphine Miss Aboisso 1998. Elle s'est classée deuxième (première dauphine) au concours Miss CEDEAO (Communauté économique des États de l'Afrique de l'Ouest) 1998.

## Biographie

### Enfance et études
Elle a passé toute son enfance en Côte d'ivoire. Après son élection à Miss Côte d'Ivoire en 1998[source secondaire souhaitée], elle intègre l'INPHB, l'Institut national polytechnique Félix Houphouët-Boigny, avant de partir continuer ses études en France à Angers.
En 1999, alors titulaire d'un DPECF (Diplôme préparatoire aux études comptables et financières, elle intègre l'IUT d'Angers pour préparer son Diplôme d'études comptables et financières (DECF) qu'elle prépare simultanément à L'intec de Nantes[source secondaire souhaitée].

### Carrière professionnelle
Leticia N’Cho, directrice générale de Groupe Addict, a commencé sa carrière dans des cabinets d’expertise comptabilité en France, puis dans le conseil avant de créer sa première entreprise, en France, à 24 ans, en 2004. De retour en Côte d’Ivoire, elle a dans diverses entreprises, occupé respectivement les fonctions de responsable de la stratégie et du Développement, de directrice commerciale et marketing, de DGA puis de directrice générale Afrique Francophone[source secondaire souhaitée].
Elle démissionne de ses fonctions de directrice générale de Côte Ouest en 2015 et c'est en 2016 qu'elle crée le Groupe Addict[source secondaire souhaitée]. Spécialisé dans l'accompagnement des entreprises en matière de conseil en stratégie d'entreprise et Business développement. Elle se consacre à l'accompagnement des PME et groupes sur diverses problématiques inhérentes à la vie d’entreprise. Son groupe est composé de cinq filiales dans les domaines de la communication, la conciergerie de luxe, la restauration hors domicile et l’immobilier. Elle est depuis 2015 et jusqu'à 2021, pendant sept  années consécutives, dans le classement top100 Choiseul Africa, – les leaders économiques de demain publié par Forbes Magazine et a été classée en 2013, leader du futur du forum Crans Montana à Bruxelles. Elle a remporté le 7 mars 2018 le prix de la femme entrepreneure business africa de l'année, organisé par l'AGYP (African Growth and Young Programs), le MEDEF, Business Africa et l'Institut Choiseul,.